# الیزابت گورگل
الیزابت گورگل (آلمانی: Elisabeth Görgl؛ ۲۰ فوریهٔ ۱۹۸۱) اسکی‌باز آلپاین اهل اتریش بود.